# Елсуерт (Міннесота)
Елсуерт (англ. Ellsworth) — місто (англ. city) в США, в окрузі Ноблс штату Міннесота. Населення — 497 осіб (2020).

## Географія
Елсуерт розташований за координатами 43°31′13″ пн. ш. 96°1′6″ зх. д. / 43.52028° пн. ш. 96.01833° зх. д. (43.520389, -96.018218).  За даними Бюро перепису населення США в 2010 році місто мало площу 1,63 км², уся площа — суходіл.

## Демографія
Згідно з переписом 2010 року, у місті мешкали 463 особи в 210 домогосподарствах у складі 120 родин. Густота населення становила 285 осіб/км².  Було 233 помешкання (143/км²).
Расовий склад населення:
| - 97,6 % — білих - 0,4 % — корінних американців - 0,4 % — чорних або афроамериканців |

До двох чи більше рас належало 1,1 %. Частка іспаномовних становила 3,0 % від усіх жителів.
За віковим діапазоном населення розподілялося таким чином: 17,9 % — особи молодші 18 років, 54,0 % — особи у віці 18—64 років, 28,1 % — особи у віці 65 років та старші. Медіана віку мешканця становила 51,7 року. На 100 осіб жіночої статі у місті припадало 83,7 чоловіків;  на 100 жінок у віці від 18 років та старших — 84,5 чоловіків також старших 18 років.
Середній дохід на одне домашнє господарство  становив 51 748 доларів США (медіана — 43 558), а середній дохід на одну сім'ю — 62 566 доларів (медіана — 50 417). Медіана доходів становила 38 167 доларів для чоловіків та 24 205 доларів для жінок. За межею бідності перебувало 10,4 % осіб, у тому числі 20,0 % дітей у віці до 18 років та 6,7 % осіб у віці 65 років та старших.
Цивільне працевлаштоване населення становило 210 осіб. Основні галузі зайнятості: освіта, охорона здоров'я та соціальна допомога — 47,1 %, виробництво — 15,2 %, транспорт — 6,7 %, будівництво — 6,7 %.